# António da Silveira
António da Silveira  (c. 1490 - c. 1531), capitão de Arzila, comendador de Arguim (Ordem de Cristo), copeiro-mor de D. Manuel I.

## Temperamento
António da Silveira era "frimático e sem cólera", "muito magnífico, nobre, prudente, sofrido e sua cavalaria era mais da que a um capitão é necessária".

## Comendador de Arguim
Antes de vir para Arzila, António da Silveira, foi comendador de Arguim. Seu filho Vasco, também o foi mais tarde.

## Arzila
D. João Coutinho, capitão de Arzila, tendo de partir para Portugal para tratar de seus negócios, pediu ao rei D. Manuel, "que lhe mandasse para ser capitão António da Silveira, parente da condessa sua mulher". Assim foi feito e "António da Silveira chegou à vila na véspera do Natal de 1524" com sua mulher grávida.
No dia seguinte 25 de Dezembro, "dia de Natal, D. Genebra teve o seu parto, para a qual ia preparada com parteira e ama".
D. João ficou presente até o 1° de Maio de 1525 para dar conselhos ao novo capitão.

## Capitania (1° de Maio de 1525-10 de Outubro de 1529)
Quando D. João partiu, alguns queixaram-se, mas "António da Silveira deu-se tal manha que, uns de medo, outros de amor, de todos foi obedecido e folgaram de o servir".

### Diogo da Silveira, mourisco e almocadém
Logo nesse mesmo ano, depois de sua mulher e filho terem sido cativados pelos de Arzila, o "grande e muito afamado Diogo da Silveira", tornou-se cristão. Não se sabe seu primeiro nome, e seu nome cristão foi-lhe dado pelo seu padrinho, o capitão. Ficou de almocadém de Arzila.

### Morte de Amelix (HA p.289)
Amelix era almocadém do Farrobo (Jebel Sidi Habib). Jovem tinha sido cativo e levado a Portugal, mas conseguiu fugir, juntou-se ao almocadém Arroax, e depois desse ter sido morto pelos de Arzila, ficou ele a chefiar a quadrilha de 20 cavaleiros. Fazia muito dano aos portugueses, matando mais de 100 cavaleiros, e D. João Coutinho nunca o pode apanhar. Até que no dia de S. Miguel de 1525 Amelix veio com algum companheiros perto de Arzila, e desceu, com dois "primos seus",  perto do rio para vêr se encontrava algum português. Só que encontrou  "oito ou des dos nossos, e entre êles D. Jorge de Noronha e D. João de Sande. Fugir em tal caso não era covardia" mas assim não fez Amelix e "logo pôs a lança nos nossos e êstes receberam-no nas suas e o derrubaram e mataram às lançadas", assim como a seus primos. Assim morreu "o mais afamado homem que em aquele tempo havia em toda a África e o que mais dano tinha feito em cristãos". "A sua cabeça foi trazida à vila que a recebeu com muito alegria (…) e o seu cavalo mandou António da Silveira a el-rei, mais pela fama do seu dono do que por ser formoso." O seus companheiros foram perseguidos, já com a chegado do capitão, e sete foram mortos e um cativo.

### Desafio do alcaide de Alcácer
Dia do Corpo de Deus (29 de Maio de 1526), os alcaides de Xexuão, Mulei Abraém, e o de Alcácer Cide Amete Laroz, seu cunhado, irmão da sua mulher Cide Olim, vieram pôr-se em cilada perto de Arzila com 1500 de cavalo. Mulei Abraém "mandou ainda a Alebenaix, almocadém do Farrobo, sucessor de Amelix (…), que se metesse com 22 de cavalo" para atrair as atalaias de Arzila perto do rio onde as esperavam. Assim foi feito, e as atalaias, mas também o almocadém de Arzila Diogo da Silveira e o adail João Moniz, seguiram-nos, pensando que "estaria só com a sua gente". Chegou o capitão António da Silveira, que vendo isso, ficou "muito contrariado" e "logo quis mandar dizer ao adail que não fosse atras de almogáveres e se recolhesse". Mas chegou outro homem dizendo «mouro tomado, mouro tomado !» o que fez que alguns 60 de cavalo também foram atrás de Alebenaix, apesar do capitão tentar de os impedir. Desses eram alguns fidalgos como Álvaro Pires de Távora (que aí foi morto), seu irmão Lourenço, D. Jorge de Sande, e o próprio primo do capitão, Manuel da Silveira (filho de Francisco da Silveira, 2º senhor de Sarzedas). Os mouros saíram então da cilada e desbarataram os portugueses, e cativaram estes últimos fidalgos. Mesmo o capitão esteve em perigo, e mataram-lhe o cavalo. Logo depois o alcaide de Alcácer mandou um desafio a António da Silveira, querendo zombar dele. O capitão aceitou mas Mulei Abraém reprehendeu o alcaide, e em vez disso mandaram pêsames pela derrota, que era o que costumavam fazer.

### Rio de Larache
O rio de Larache (Rio Lucos) fazia uma fronteira muito difícil a passar pela gente de Arzila. Não tinha vau. António da Silveira decidiu construir uma almadia que podia levar doze homens que deviam atar duas cordas grossas com que de uma parte e outra puxassem a embarcação. Com isto fez passar 50 homens armados que deviam conduzir o gado que pastava na outra borda, não menos de 2.000 cabeças, a nado até à margem de cá. Mas aos gritos dos portugueses, o gado em vez de passar o rio fugiu para o interior, como, parece, lhe tinham ensinado. António da Silveira tentou então mais tarde outro meio, que foi mandar dois barcos de remos armados até Larache, que deviam passar de noite sem serem vistos e pelo rio acima até Xeimes e Alhaute que eram as aldeias dos mouros a que pertencia o gado, onde ele os esperava. Mas o barco foi visto, ouviu-se a artilharia de Larache, e  o capitão mandou Artur Rodrigues com 20 de cavalo os encontrar, o que foi feito e os barcos vieram até o capitão. Decidiu-se então que esses barcos tentariam de voltar para Arzila rio abaixo, mas os homens acabaram por desanimar e sair em terra, recuperando alguma artilharia e afundando os navios. Bernardo Rodrigues diz que em 1543, durante a capitania de D. Manuel Mascarenhas, esse ardil teve êxito.

### Desbarate do alcaide de Alcácer
No dia de Natal de 1528, o capitão mandou espias que vieram com a notícia que muitos mouros vinham correr a vila. Era o alcaide de Alcácer Talhar Laroz com 800 de cavalo, que vinha desafiá-lo, mas apenas queria tomar algumas atalaias e mostrar-lhe que não tinha medo dele. Mas António da Silveira quis dar-lhe batalha, mesmo com apenas 120 de cavalo e outros tanto de pé. Convenceu sua gente e saíram ao encontro. O alcaide vendo isso fugiu, mas os portugueses conseguiram tomar-lhe 7 homens e "94 cavalos, 3 azémolas, mais de 80 adargas, outros tantos capuzes e 60 saias de malha"… e mataram-lhe 105 mouros. Também um Xeque foi cativo, pessoa importante, que se chamava Afame, que o capitão comprou por 200 000 reais. Mas como regressou a Portugal o ano seguinte, levando com ele o Xeque, que morreu pouco tempo depois, sem ter pago seu resgate, perdeu António da Silveira, dessa maneira o dinheiro que lhe custou.

### Destruição das culturas
Em Abril de 1529 o rei de Fez (Amade Uatassi), correu à vila, "quebrar o contentamento e soberba que mostravam os cristãos daquela fronteira". Mas o capitão tinha sido prevenido e os mouros não puderam fazer dano apesar de ter cingido a vila toda de mar a mar. Foi então para Tânger, mas António da Silveira consegui prevenir o capitão D. Duarte de Meneses, o d'Évora e o rei também não pode fazer dano algum aos portugueses. Então "para que aquela demonstração de fôrça não fôsse vã, el-rei vingou-se nas lavouras que os moradores da cidade tinham nos campos dos arredores, e na sua destruição se ocupou três ou quatro dias". Depois voltou a Arzila e fez o mesmo durante quatro dias, sem que os portugueses pudessem fazer alguma coisa para se defender. O capitão jurou de se vingar, e logo no mês de Maio fez destruir grande parte do milho dos campos de Mençara ; e depois no mês de Junho foi até perto de Alcácer, em Algarafa, e meteu fogo às colheitas. O fogo foi tão alto, que com o vento, atravessou a ribeira Makzen, e foi ter aos campos de Alcácer. Por isso o ano seguinte, sendo já de novo capitão de Arzila o conde D. João Coutinho, "êle e Mulei Abraém entraram em acordo que as sementeiras não fossem danificadas e nelas se não fizessem represálias".

## Volta a Portugal
Chegou D. João Coutinho a Arzila em 29 de Setembro de 1529 e "aos dez dias d'Outubro do dito ano de mil e quinhentos e vinte nove, se embarcou com muita saudade de toda a vila" António da Silveira.
O ano seguinte, em Portugal, morreu seu refém Xeque Afame, como já foi dito, e ele mesmo pouco depois : "não tardou muito que este valeroso capitão faleceo, e tudo acaba."

## Dados genealógicos
António da Silveira, era filho de Jorge da Silveira, alcaide-mor de Castelo Rodrigo, e de Maria (ou Margarida) Furtado de Mendonça. Bernardo Rodrigues diz que era primo como irmão de D. João Coutinho. Em realidade era primo de Isabel Henriques (filha de D. Fernão Martins Mascarenhas, 1° senhor de Lavre e capitão de jinetes), mulher de D. João Coutinho.
casou com:
- Dona Genebra de Brito  (ou Jenebra)

Tiveram um filho:
- Vasco da Silveira, que nasceu um dia depois da chegada dos pais a Arzila (morrerá em 1578, cativo em Fez, depois da Batalha de Alcácer Quibir, sendo conselheiro do Rei D. Sebastião, e um dos quatro coronéis levando as forças portugueses na batalha : "Vasco da Silveira, aquelle valeroso fidalgo, a quem tanto contra sua vontade na batalha emprestou a morte tam pequeno espaço de vida."[11]).